# Cemitério Judaico Heerstraße

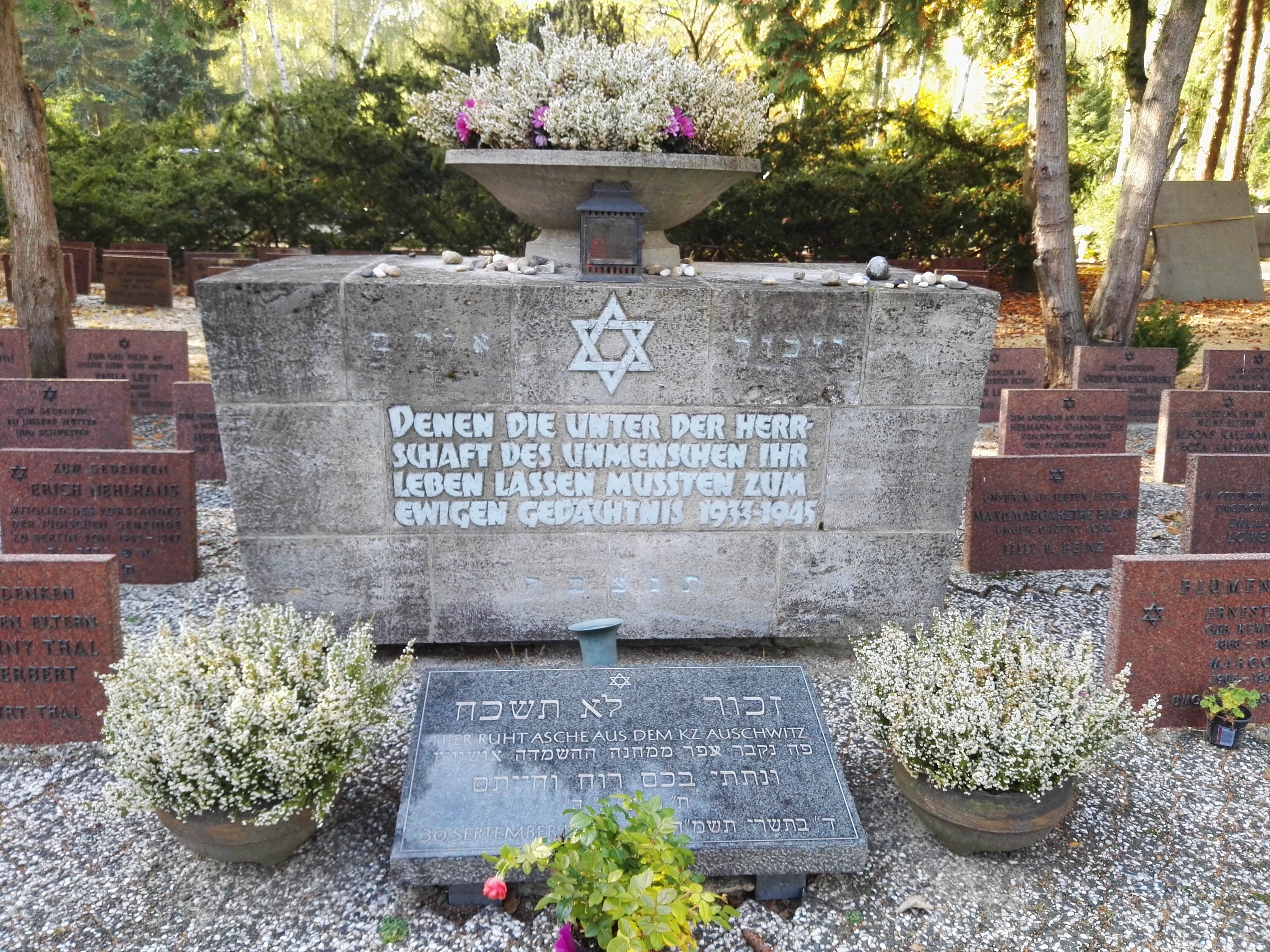
Memorial do Cemitério Judaico Heerstraße

O Cemitério Judaico Heerstraße (em alemão:  Jüdischer Friedhof Heerstraße) no distrito de Charlottenburg-Wilmersdorf em Berlim está localizado na área norte da floresta Grunewald na Heerstraße 141.
O cemitério geometricamente instalado foi planejado por Hermann Guttmann e Bernhard Kynast após a divisão de Berlim e a divisão da comunidade judaica em uma comunidade oriental e uma ocidental no início da década de 1950 e inaugurado em novembro de 1955. Curt Leschnitzer projetou a capela e o prédio da administração, que com dois portões formam um pequeno pátio. O cemitério foi ampliado em 1966 e 1979.
O memorial para as vítimas judaicas do regime nazista foi construído em 1960 por Josef M. Lellek usando pedras da sinagoga destruída na Fasanenstraße. A pedra memorial de 2 m × 1 m × 1 m se assemelha a um sarcófago e mostra uma estrela de Davi. Tem a inscrição: "Para aqueles que tiveram que dar suas vidas sob o domínio do monstro pela memória eterna 1933-1945". Em 1984 uma urna com as cinzas das vítimas do campo de concentração de Auschwitz foi enterrada em frente ao memorial. Ao redor da pedra memorial há pequenas pedras sepulcrais vermelhas em um amplo círculo, que os sobreviventes do Holocausto ergueram para seus entes queridos mortos.
Cinco matzevas antigas à direita e à esquerda do caminho central são fundos achados no cemitério judaico de Spandau, que foi fechado no século 15, o Judenkiewer Spandau.
Após dois ataques ao cemitério em setembro e dezembro de 1998, nos quais a pedra do túmulo de Heinz Galinski foi quase completamente destruída, outro ataque a bomba no cemitério ocorreu em 16 de março de 2002. Em todos os casos, os culpado ainda não foram encontrados.

## Sepultamentos
Os seguintes são considerados como túmulos honorários do Estado de Berlim:
- Heinz Galinski (1912–1992), presidente do Zentralrat der Juden in Deutschland
- Hans Rosenthal (1925–1987), apresentador de televisão, presidente da Assembleia Representativa da Comunidade Judaica
- Siegmund Weltlinger (1886–1974), membro fundador e primeiro presidente judeu da Sociedade para a Cooperação Cristão-Judaica em Berlim
- Jeanette Wolff (1888–1976), política, presidente da Assembleia Representativa da Comunidade Judaica

Outras personalidades conhecidas
- Gerhard Baader (1928–2020), historiador da medicina
- Gad Beck (1923–2012), combatente da resistência
- Martin Berliner (1896–1968), ator
- Jack Bilbo (1907–1967), escritor, pintor, desenhista, dono de galeria, trabalhador ocasional, grumete, capitão, aventureiro, bon vivant e boêmio
- Artur Brauner (1918–2019), produtor de cinema
- Ernst Deutsch (1890–1969), ator
- Wolf Gradis, médico e músico
- Lotti Huber (1912–1998), atriz, cantora, dançarina e autora
- Heinrich Eduard Jacob (1889–1967), escritor e jornalista
- Julius Klausner (1874–1950), empresário, fundador da empresa Leiser-Schuhe
- Gerhard Löwenthal (1922–2002), jornalista e cientista político
- Estrongo Nachama (1918–2000), cantor chefe da Comunidade Judaica
- Abraham Pisarek (1901–1983), fotógrafo
- Rafael Roth (1933–2013), empresário
- Michel Schwalbé (1919–2012), violinista, concertino da Filarmônica de Berlim